# Список недружніх країн
Список недружніх країн — перелік іноземних держав та територій, визначених владою Російської Федерації такими через здійснення щодо цієї країни та російських юридичних осіб і фізичних осіб «недружні дії». Документ затверджений розпорядженням Уряду Російської Федерації.

## Історія
4 червня 2018 року Президент Російської Федерації Володимир Путін підписав закон «Про заходи впливу (протидії) на недружні дії Сполучених Штатів Америки та інших іноземних держав». Цей документ був прийнятий Державною думою 22 травня і схвалений Радою Федерації 30 травня того ж року. Відповідно до закону, уряд РФ за рішенням глави держави, а також сам президент, на підставі пропозицій Ради Безпеки РФ можуть вводити заходи впливу (противодії) на країни, викриті в недружніх діях по відношенню до Росії. Як країни, що проводить недружні події по відношенню до Росії було названо США.
Пізніше, 23 квітня 2021 року, Президент Росії підписав указ «Про застосування заходів впливу (протидії) на недружні дії іноземних держав». У розділі 5 пункту а) вказувалося, що уряд Російської Федерації має визначити перелік недружніх іноземних держав, щодо яких застосовуватимуться заходи впливу (протидії), встановлені цим указом.
Через кілька днів офіційний представник МЗС РФ Марія Захарова в ефірі телеканалу «Росія-1» заявила, що розпочато роботу з формування списку недружніх країн. Наразі в ньому вже фігурують США. Захарова підкреслила, що вищевказаний указ президента — захід у відповідь на ворожі дії інших країн.
14 травня 2021 було опубліковано розпорядження Уряду Російської Федерації від 13.05.2021 № 1230-р. Відповідно до змісту цього документа, було затверджено перелік іноземних держав, які здійснюють недружні дії щодо Російської Федерації. У цій редакції розпорядження звучить так:
«Перелік іноземних держав, які здійснюють недружні дії щодо Російської Федерації, громадян Російської Федерації або російських юридичних осіб, щодо яких застосовуються заходи впливу (протидії), встановлені Указом Президента Російської Федерації від 23 квітня 2021 р. № 243 „Про застосування заходів впливу (протидії) на недружні дії іноземних держав“, із зазначенням кількості фізичних осіб, що знаходяться на території Російської Федерації та з якими дипломатичними представництвами й консульськими установами, представництвами державних органів і державних установ зазначених держав можуть бути укладені трудові договори, договори про надання праці працівників (персоналу) та інші цивільно-правові договори, на підставі яких виникають трудові відносини з фізичними особами, що знаходяться на території Російської Федерації»
До переліку увійшли дві держави:
- Сполучені Штати Америки
- Чехія

5 березня 2022 року, у зв'язку із введенням проти Росії численних санкцій, у тому числі відключення російських банків від міжнародної платіжної системи SWIFT і закриття повітряного простору для російських літаків, Президент Росії підписав указ, відповідно до якого уряд Росії у дводенний термін має визначити перелік країн, які роблять щодо Росії «недружні дії». Цього ж дня Уряд РФ у своєму розпорядженні № 430-р затвердив список іноземних держав і територій, які здійснюють щодо Росії, її підприємств та громадян недружні дії. Перелік виглядає так:
| - Австралія - Албанія - Андорра - Багами - Велика Британія - Греція - Данія - Європейський Союз - Ісландія - Канада - Ліхтенштейн - Мікронезія - Монако - Нова Зеландія - Норвегія | - Південна Корея - Північна Македонія - Сан-Марино - Сінгапур - Словаччина - Словенія - Сполучені Штати Америки - Тайвань - Угорщина - Україна - Хорватія - Чехія - Чорногорія - Швейцарія - Японія |

1. ↑  Включно з усіма коронними володіннями й заморськими територіями.
2. ↑  Австрія, Бельгія, Болгарія, Естонія, Ірландія, Іспанія, Італія, Кіпр, Латвія, Литва, Люксембург, Мальта, Нідерланди, Німеччина, Польща, Португалія, Румунія, Фінляндія, Франція, Швеція. Інші країни ЄС включено в список окремо: Чехія — в травні 2021, Греція, Данія, Словаччина, Словенія і Хорватія — 22 липня 2022, Угорщина — в березні 2023 року.
3. ↑  Включно з Американськими Віргінськими Островами.
4. ↑  Записано як «Тайвань (Китай)». Росія не визнає владу Тайваню і вважає його територію частиною Китайської Народної Республіки.